# Open de Moselle 2005
Open de Moselle 2005 — тенісний турнір, що проходив на кортах з твердим покриттям у місті Мец, Франція з 3 жовтня . Належав до категорії ATP International Series, був турніром серії Moselle Open 2005 року.

## Фінальна частина

### Одиночний розряд
Іван Любичич —  Гаель Монфіс 7–6(9–7), 6–0

### Парний розряд
Мікаель Льодра /  Фабріс Санторо —  Хосе Акасусо /  Себастьян Прієто 5–2, 3–5, 5–4(7–4)